# Fluorid neptuniový
Fluorid neptuniový je nejvyšší fluorid neptunia, NpF6. Je to oranžová, pevná, těkavá látka. Manipulace s ním je poměrně obtížná, jelikož jde o korozivní a radioaktivní sloučeninu.
Za normálního tlaku taje při 54,4 °C a vře při 55,18 °C, jde o jedinou sloučeninu neptunia, kterou lze snadno převést do plynné fáze. Tuto vlastnost je možné využít při oddělování neptunia z vyhořelého paliva.

## Příprava
Připravuje se fluorací fluoridu neptuničitého silnými fluoračními čindily, např. elementárním fluorem.
NpF4 + F2 → NpF6
Lze jej také připravit fluorací fluoridu neptunitého.
2 NpF3 + 3 F2 → 2 NpF6